# Бгархав Бхатт
Бхаргав Бхатт (1983 ) — математик, професор Фредеріка В. та Лоїс Б. Герінгів Мічиганського університету, фахівець з арифметичної геометрії та комутативної алгебри.

## Освіта
Здобув ступінь бакалавра з прикладної математики з відзнакою в Колумбійському університеті під орудою Шоу-Ву Чжана. 

Здобув ступінь доктора філософії у Принстонському університеті в 2010 році під орудою Аїс Йогана де Йонга. 

## Кар'єра
В 2010 — 2014 рр Бхатт був асистентом професора математики у Мічиганському університеті (у відпустці в 2012 — 2014 рр). 
Працював в Інституту передових досліджень 2012 — 2014 рр. 

 
Потім він повернувся до Мічиганського університету, обіймав посаду доцента 2014 — 2015 рр, а також доцента Герінга з 2015 — 2018 р., професор з 2018 — 2020 рр, а також професор Фредеріка В. та Лоїса Б. Герінга з 2020 р. 

## Нагороди та визнання
- 2015: стипендія Пакарда[7][10];
- 2021: премія «Прорив у математиці – нові горизонти в математиці»[11];
- 2021: член Американського математичного товариства[7][12];
- 2021: дослідницька нагорода Клея[13];

## Доробок
- Bhatt, Bhargav (2012). Derived splinters in positive characteristic. Compositio Mathematica (англ.). 148 (6): 1757—1786. doi:10.1112/S0010437X12000309. ISSN 0010-437X. S2CID 119152994.
- Bhatt, Bhargav (2012). Annihilating the cohomology of group schemes. Algebra & Number Theory (англ.). 6 (7): 1561—1577. doi:10.2140/ant.2012.6.1561. ISSN 1944-7833. S2CID 55015992.
- Bhatt, Bhargav; Blickle, Manuel; Lyubeznik, Gennady; Singh, Anurag K.; Zhang, Wenliang (2014). Local cohomology modules of a smooth $\mathbb{Z}$ -algebra have finitely many associated primes. Inventiones Mathematicae (англ.). 197 (3): 509—519. arXiv:1304.4692. doi:10.1007/s00222-013-0490-z. ISSN 0020-9910. S2CID 119143902.
- Bhatt, Bhargav; Scholze, Peter (2017). Projectivity of the Witt vector affine Grassmannian. Inventiones Mathematicae (англ.). 209 (2): 329—423. arXiv:1507.06490. Bibcode:2017InMat.209..329B. doi:10.1007/s00222-016-0710-4. ISSN 0020-9910. S2CID 119123398.
- Bhatt, Bhargav (2018). On the direct summand conjecture and its derived variant. Inventiones Mathematicae (англ.). 212 (2): 297—317. arXiv:1608.08882. Bibcode:2018InMat.212..297B. doi:10.1007/s00222-017-0768-7. ISSN 0020-9910. S2CID 119176516.
- Bhatt, Bhargav; Caraiani, Ana; Kedlaya, Kiran; Scholze, Peter; Weinstein, Jared (2019). Cais, Bryden (ред.). Perfectoid Spaces. Mathematical Surveys and Monographs  (англ.). Т. 242. Providence, Rhode Island: American Mathematical Society. doi:10.1090/surv/242. ISBN 978-1-4704-5015-1. OCLC 1124911652.